# HD 188793
HD 188793，又名BD+59 2137，SAO 32093、HR 7611，是一颗恒星，视星等为6.06，位于銀經92.58，銀緯15.87，其B1900.0坐标为赤經19h 51m 48s，赤緯+59° 15.87′ 39″。